# CLDN12
CLDN12 (англ. Claudin 12) – білок, який кодується однойменним геном, розташованим у людей на короткому плечі 7-ї хромосоми. Довжина поліпептидного ланцюга білка становить 244 амінокислот, а молекулярна маса — 27 110.
| 10         |  | 20         |  | 30         |  | 40         |  | 50         |
| ---------- |  | ---------- |  | ---------- |  | ---------- |  | ---------- |
| MGCRDVHAAT |  | VLSFLCGIAS |  | VAGLFAGTLL |  | PNWRKLRLIT |  | FNRNEKNLTV |
| YTGLWVKCAR |  | YDGSSDCLMY |  | DTTWYSSVDQ |  | LDLRVLQFAL |  | PLSMLIAMGA |
| LLLCLIGMCN |  | TAFRSSVPNI |  | KLAKCLVNSA |  | GCHLVAGLLF |  | FLAGTVSLSP |
| SIWVIFYNIH |  | LNKKFEPVFS |  | FDYAVYVTIA |  | SAGGLFMTSL |  | ILFIWYCTCK |
| SLPSPFWQPL |  | YSHPPSMHTY |  | SQPYSARSRL |  | SAIEIDIPVV |  | SHTT       |

A: Аланін

C: Цистеїн

D: Аспарагінова кислота

E: Глутамінова кислота

F: Фенілаланін

G: Гліцин

H: Гістидин

I: Ізолейцин

K: Лізин

L: Лейцин

M: Метіонін

N: Аспарагін

P: Пролін

Q: Глутамін

R: Аргінін

S: Серин

T: Треонін

V: Валін

W: Триптофан

Кодований геном білок за функцією належить до фосфопротеїнів. 
Локалізований у клітинній мембрані, мембрані, клітинних контактах, щільних контактах.